# Mount Carmel, South Carolina
Mount Carmel är en ort i McCormick County i delstaten South Carolina, USA.